# Quintette pour piano et vents K. 452
Pour les articles homonymes, voir Quintette pour piano et vents.
Le Quintette pour piano et vents en mi bémol majeur K. 452 a été composé par Wolfgang Amadeus Mozart le 30 mars 1784 et créé deux jours plus tard à Vienne. Il est écrit pour piano, hautbois, clarinette en si bémol, cor en mi bémol et basson.
Mozart a écrit à son père :
« Moi-même, je le tiens pour ce que j'ai encore fait de mieux dans ma vie. »
L'autographe est détenu par la bibliothèque du Conservatoire de Paris.

## Analyse de l'œuvre
L'œuvre comporte trois mouvements :
1. Largo - Allegro moderato, en mi bémol majeur, à , 122 mesures
2. Larghetto, en si bémol majeur, à 
, 124 mesures
3. Allegretto, en mi bémol majeur, à , 237 mesures

- Durée d'exécution: environ 25 minutes